# Anacridium aegyptium
Anacridium aegyptium, la langosta egipcia, es una especie de insecto ortóptero perteneciente a la familia Acrididae subfamilia Cyrtacanthacridinae.
Está presente en la mayor parte Europa, en la ecozona afrotropical, ecozona paleoártica oriental, Oriente Próximo y África del norte.
Es uno de los más grandes saltamontes europeos. Los machos adultos alcanzan los 30-55 mm de longitud, mientras que las hembras llegan a medir entre 65-70 mm de largo.

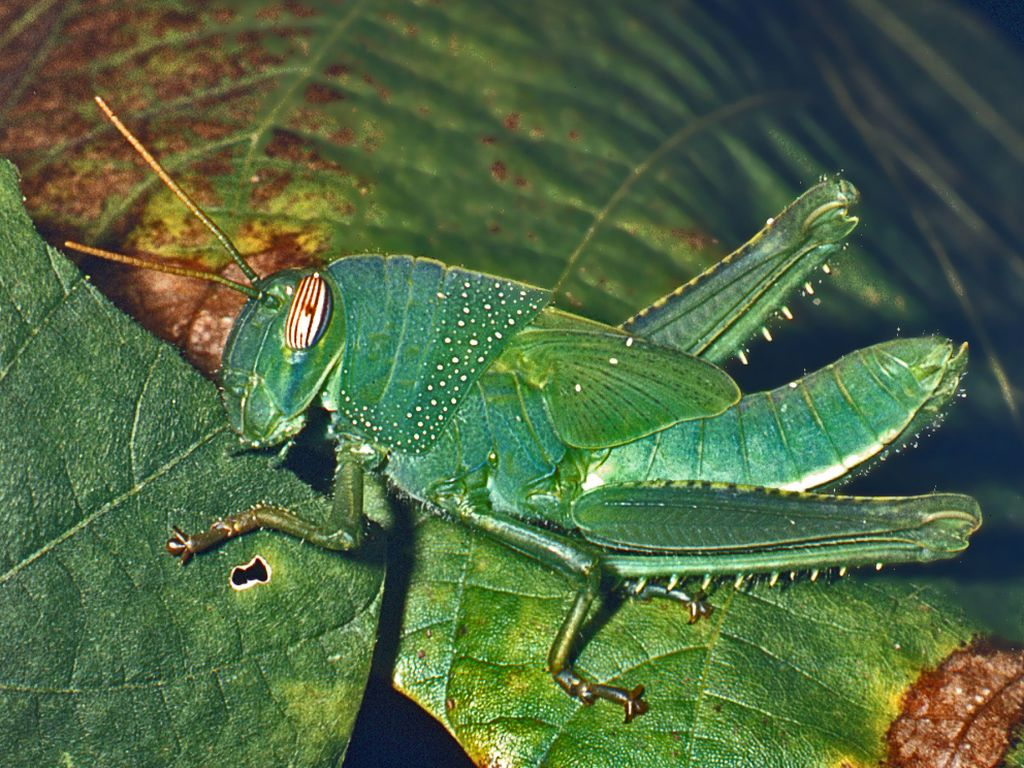
A. aegyptium, ninfa mostrando las típicas alas juveniles.

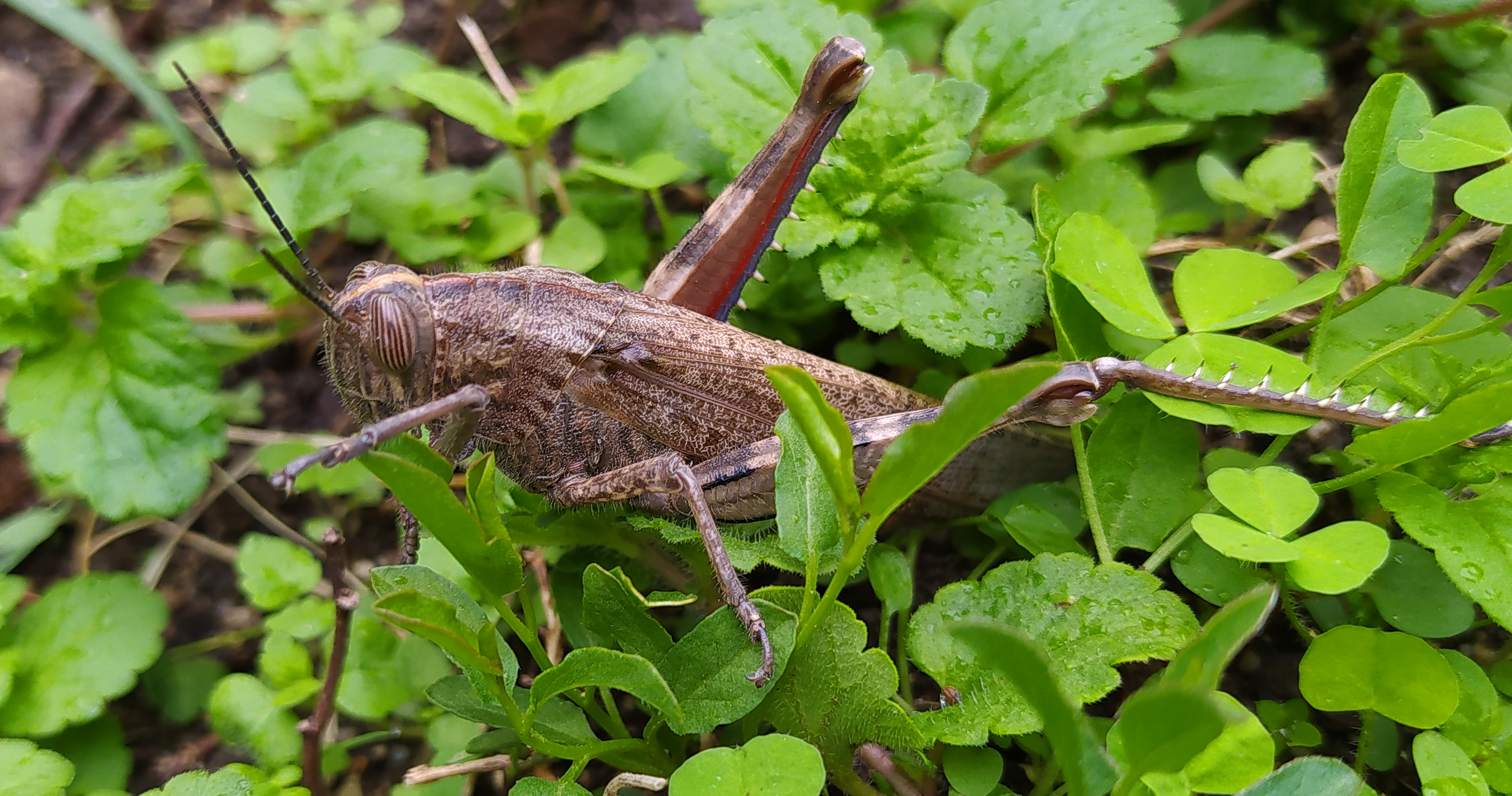
A. aegyptium, hembra adulta de 10 cm en El Escorial, Madrid.

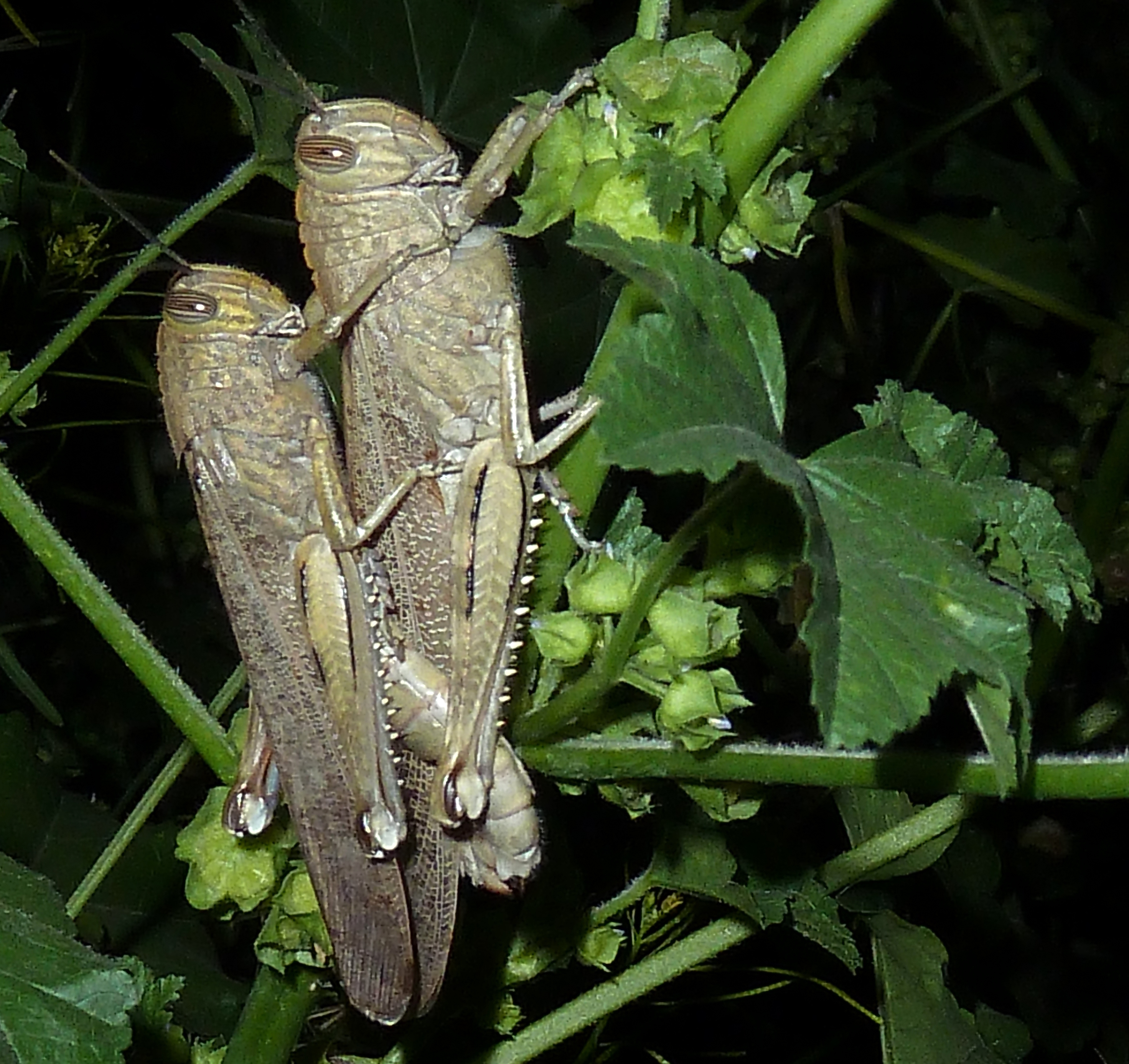
In copula sobre Malva parviflora.

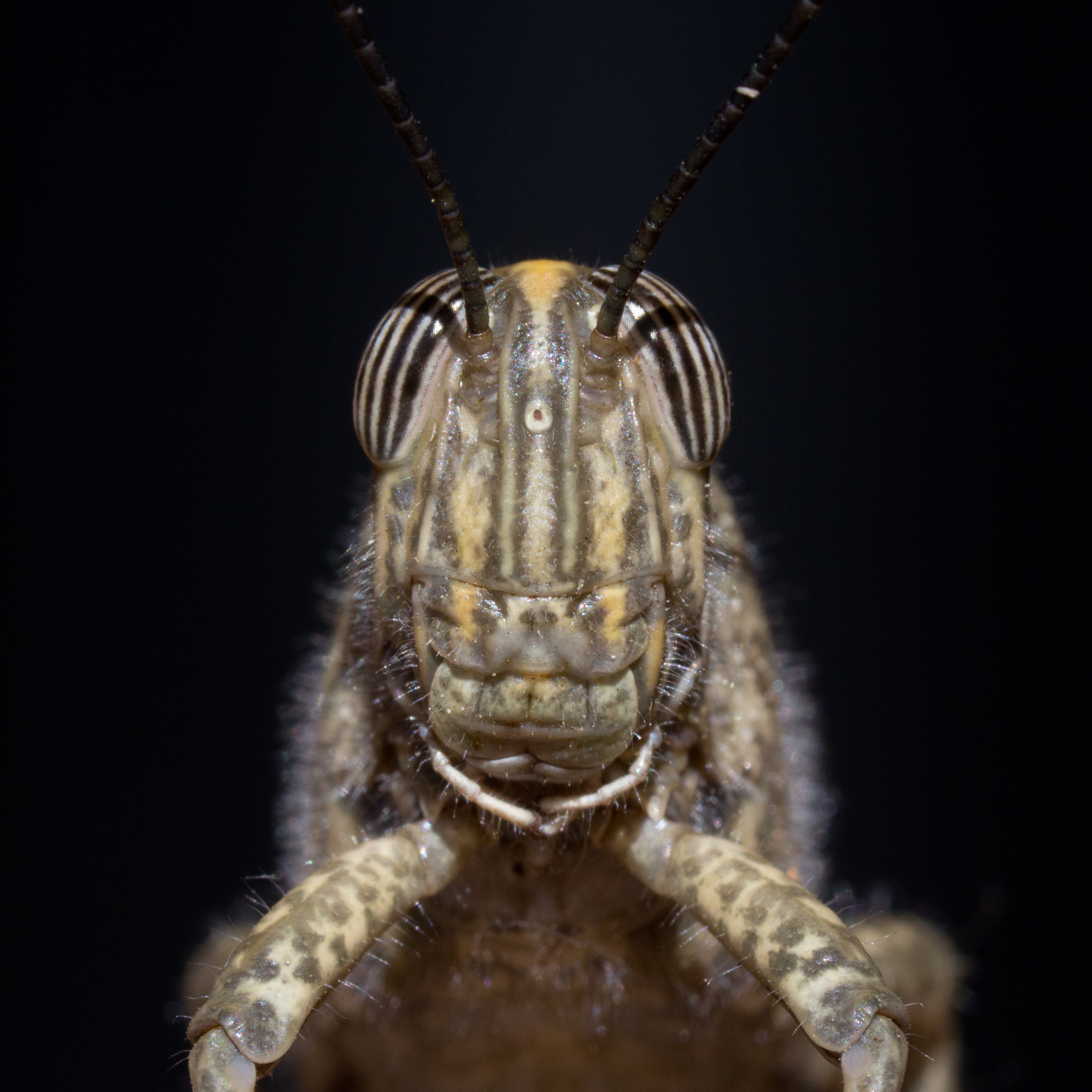
A. aegyptium, primer plano de los ojos.

Su cuerpo es normalmente de color gris, marrón o verde oliva, con antenas relativamente cortas y robustas. Las tibias de sus patas traseras son azules, con fémures anaranjados. Los fémures traseros tienen unas características marcas oscuras. Es fácilmente identificable también por sus característicos ojos con rayas verticales de color blanco y negro. El pronoto muestra una raya naranja en el dorso y varias pequeñas manchas blancas. Las alas son claras con marcas oscuras.
Esta especie es folívora, alimentándose esencialmente de hojas. Es una especie solitaria, inofensiva para los cultivos. Los ejemplares adultos pueden encontrarse principalmente en agosto y septiembre en hábitats cálidos y secos.
Después de aparearse, estos saltamontes invernan como adultos. La puesta tiene lugar en primavera bajo la superficie del suelo y las ninfas aparecen en abril. Las ninfas tienen el aspecto de los adultos, variando su color entre amarillo y verde brillante u ocre, y con alas muy pequeñas o inicialmente ausentes, hasta que se desarrollan gradualmente después de cada muda. Solo el adulto tiene alas funcionales.

## Subespecies
- Anacridium aegyptium var. rubrispinum Bei-Bienko, 1948  = Anacridium rubrispinum Bei-Bienko, 1948

## Sinónimos
- Acridium aegyptiums  (Linneo, 1758)
- Acridium albidiferum  (Walker, F., 1870)
- Acridium indecisum  (Walker, F., 1870)
- Acridium lineola
- Acridium indecisum  (Walker, F., 1870)
- Flamiruizia stuardoi  Liebermann, 1943
- Gryllus aegyptium  Linneo, 1764
- Gryllus lineola  Fabricius, 1781
- Gryllus nubecula  Thunberg, 1815
- Orthacanthacris aegyptia  (Linneo, 1764)